# 圣莫雷伊
圣莫雷伊（法語：Saint-Moreil，法語發音：[sɛ̃ mɔʁɛj]）是法国克勒兹省的一个市镇，属于欧比松区。

## 地理
圣莫雷伊（45°51'14"N, 1°41'17"E）面积23.94 平方千米，位于法国新阿基坦大区克勒兹省，该省份为法国中部省份，位于法國中央高原西北部，北起安德尔省和谢尔省，西接维埃纳省，南至科雷兹省，东临多姆山省，东北与阿列省接壤。
与圣莫雷伊接壤的市镇（或旧市镇、城区）包括：欧里亚、圣瑞尼安-拉布勒热尔、圣普里耶斯帕吕、谢苏、小圣于连。

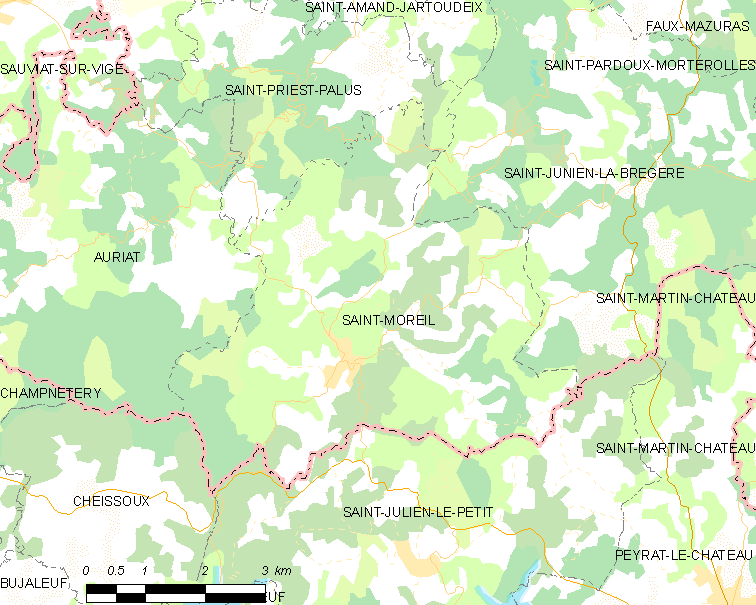
圣莫雷伊的OSM定位图

圣莫雷伊的时区为UTC+01:00、UTC+02:00（夏令时）。

## 行政
圣莫雷伊的邮政编码为23400，INSEE市镇编码为23223。

## 政治
圣莫雷伊所属的省级选区为布尔加讷夫县。

## 人口

1962-2008年间圣莫雷伊人口变化图示

圣莫雷伊于2022年1月1日时的人口数量为218人。